# Сомин
Сомин (укр. Сомин) — село в Луковской поселковой общине Ковельского района Волынской области Украины.
До 2020 года входило в Турийский район.
Код КОАТУУ — 0725586701. Население по переписи 2001 года составляет 252 человека. Почтовый индекс — 44810. Телефонный код — 3363. Занимает площадь 1,167 км².